# Corpach
Corpach (w gaelickim szkockim A' Chorpaich) – mała miejscowość położona na północ od miasta Fort William, w Szkocji w szkockim regionie administracyjnym Highland.
Corpach leży na północnym brzegu Loch Linnhe, w miejscu gdzie znajduje się jego zwężenie i gdzie przechodzi ono w Loch Eil.
Corpach ma znaczenie jako niewielki ośrodek turystyczny i miejsce gdzie Kanał Kaledoński łączy się z Loch Linnhe i morzem. W Corpach znajdują się 3 ostatnie śluzy przed połączeniem z morzem (tzn. sea lock).

## Historia
W 1470 roku w bitwie pod Corpach szkocki klan Cameron pokonał klan MacLean.
Wioska znajdowała się w okolicach dzisiejszego Corpach już w XVII wieku, ale jej rozwój zaczął się, dopiero gdy zbudowano drogę z Fort William i gdy w 1803 roku w pobliskim Banavie utworzono bazę dla budującego się wtedy Kanału Kaledońskiego wzdłuż Great Glen do Inverness.
Podczas II wojny światowej w Corpach stacjonował for HMS St Christopher, który był bazą szkoleniową sił ochrony wybrzeża w ramach Royal Navy.  Przed wybuchem I wojny światowej, US Navy miała bazę w Corpach dla celów Northern Barrage.  Miny były przewożone statkami do Corpach z USA, a potem do bazy w Inverness poprzez Kanał Kaledoński.